# Nelima silvatica
Nelima silvatica is een hooiwagen uit de familie Sclerosomatidae.